# Lisaniidae
A Lisaniidae a háromkaréjú ősrákok (Trilobita) osztályának az Asaphida rendjéhez, ezen belül a Trinucleoidea öregcsaládjához tartozó család.

## Rendszerezés
A családba az alábbi nemek tartoznak:
- Dazhuia
- Eoshengia
- Extrania
- Klimaxocephalus
- Lisania
- Megalisania
- Metalisania
- Paralisaniella
- Paraojia
- Parashengia
- Platylisania
- Redlichaspis
- Rinella
- Shengia
- Quandraspis
- Xichuania